# Yan Couto
Yan Bueno Couto (Curitiba, 3 de junio de 2002) es un futbolista brasileño. Juega de defensa y su equipo es el Borussia Dortmund de la 1. Bundesliga.

## Trayectoria

### Coritiba
Entró a las inferiores del Coritiba en 2012 a los diez años de edad. En 2019, siendo aun parte de las inferiores del club, fue incluido en la lista "Next Generation 2019" de The Guardian como una de las 60 promesas del fútbol.
Fue promovido al primer equipo del club en la temporada 2020 y debutó el 21 de febrero, como sustituto del lesionado Patrick Vieira en la victoria por 2-0 sobre el Cianorte en el Campeonato Paranaense.

### Manchester City
El 1 de marzo de 2020, a pesar de que algunos medios lo aseguraban en el F. C. Barcelona, firmó un contrato por cinco años con el Manchester City F. C. de la Premier League, efectivo desde el 1 de julio. La transferencia costó seis millones de euros, la más cara en la historia del Coritiba.
En el mes de septiembre fue cedido al Girona F. C. una temporada. Lo mismo sucedió en agosto de 2021, siendo su nuevo destino el S. C. Braga. Después de este año en Portugal regresó a Girona, esta vez con el equipo compitiendo en la Primera División. En esta categoría disputó 25 partidos y en julio de 2023 acordaron extender la cesión una temporada más. Durante este segundo año, ayudó al club a finalizar en tercera posición en el campeonato liguero.

### Borussia Dortmund
El 3 de agosto de 2024 acumuló otro préstamo en el Borussia Dortmund hasta junio de 2025, teniendo los alemanes la obligación de comprarlo si se cumplían determinadas condiciones. Dos meses después, en octubre, fue adquirido en propiedad y pagaron cerca de 30 millones de euros.

## Selección nacional
Fue titular indiscutible en la selección de Brasil sub-17, jugando 25 encuentros y formó parte del plantel que ganó la Copa Mundial de Fútbol Sub-17 de 2019.
Fue convocado por primera vez a la selección absoluta el 6 de octubre de 2023, en lugar del lesionado Vanderson, para los partidos de la clasificación para el Mundial 2026 contra Venezuela y Uruguay. Debutó el día 12 ante Venezuela después de sustituir en el minuto 41 a Danilo Luiz por lesión.

### Participaciones en Copas América
| Torneo            | Sede           | Resultado        | Partidos | Goles |
| ----------------- | -------------- | ---------------- | -------- | ----- |
| Copa América 2024 | Estados Unidos | Cuartos de final | 0        | 0     |

## Estadísticas
Actualizado al último partido disputado el 5 de julio de 2025.
| Club                         | Div.          | Temporada     | Liga  | Liga  | Estatal | Estatal | Copas nacionales | Copas nacionales | Copas internacionales | Copas internacionales | Total | Total |
| Club                         | Div.          | Temporada     | Part. | Goles | Part.   | Goles   | Part.            | Goles            | Part.                 | Goles                 | Part. | Goles |
| ---------------------------- | ------------- | ------------- | ----- | ----- | ------- | ------- | ---------------- | ---------------- | --------------------- | --------------------- | ----- | ----- |
| Coritiba · Brasil            | 1.ª           | 2020          | 0     | 0     | 2       | 0       | 0                | 0                | 0                     | 0                     | 2     | 0     |
| Coritiba · Brasil            | Total club    | Total club    | 0     | 0     | 2       | 0       | 0                | 0                | 0                     | 0                     | 2     | 0     |
| Girona F. C. · España        | 2.ª           | 2020-21       | 26    | 2     | —       | —       | 4                | 0                | —                     | —                     | 30    | 2     |
| S. C. Braga Portugal         | 1.ª           | 2021-22       | 28    | 1     | —       | —       | 5                | 0                | 9                     | 0                     | 42    | 1     |
| S. C. Braga Portugal         | Total club    | Total club    | 28    | 1     | 0       | 0       | 5                | 0                | 9                     | 0                     | 42    | 1     |
| Girona F. C. · España        | 1.ª           | 2022-23       | 25    | 1     | —       | —       | 1                | 0                | —                     | —                     | 26    | 1     |
| Girona F. C. · España        | 1.ª           | 2023-24       | 34    | 1     | —       | —       | 5                | 1                | —                     | —                     | 39    | 2     |
| Girona F. C. · España        | Total club    | Total club    | 85    | 4     | 0       | 0       | 10               | 1                | 0                     | 0                     | 95    | 5     |
| Borussia Dortmund · Alemania | 1.ª           | 2024-25       | 21    | 0     | —       | —       | 1                | 0                | 13                    | 0                     | 35    | 0     |
| Borussia Dortmund · Alemania | Total club    | Total club    | 21    | 0     | 0       | 0       | 1                | 0                | 13                    | 0                     | 35    | 0     |
| Total carrera                | Total carrera | Total carrera | 134   | 5     | 2       | 0       | 16               | 1                | 22                    | 0                     | 174   | 6     |
| 1. 2. 3.                     |               |               |       |       |         |         |                  |                  |                       |                       |       |       |

## Palmarés

### Títulos internacionales
| Título                        | Club          | Sede   | Año  |
| ----------------------------- | ------------- | ------ | ---- |
| Copa Mundial de Fútbol Sub-17 | Brasil sub-17 | Brasil | 2019 |

(*) Incluyendo la selección